# Flageolet

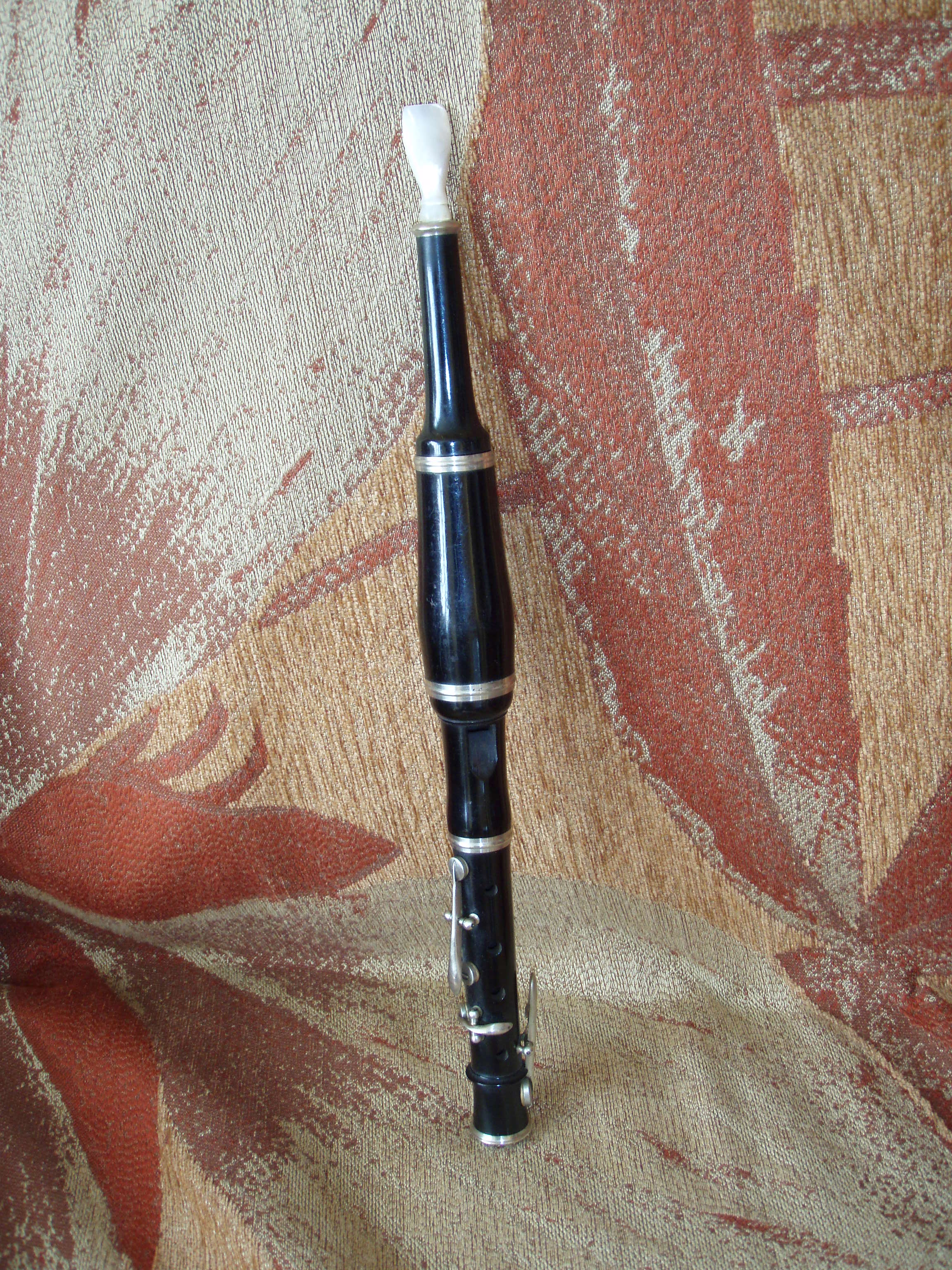
Flageolet del - Colección particular Dominique Enon.

El flageolet, distinto instrumento a la chirimía, es un tipo de flauta con llaves. Su invención se debe a Sieur Juvigny en 1581. Antiguamente tenía cuatro agujeros en el frente y dos atrás. El fabricante inglés William Bainbridge lo desarrolló y patentó, además de desarrollar un flageolet de doble tubo en 1805. Este flageolet fue luego sustituido por la flauta irlandesa.
A fines del Siglo XVIII y principios del XIX, algunos luthieres ingleses comenzaron a fabricar el instrumento con seis agujeros en el frente. Estos instrumentos son llamados "English flageolet", y fueron producidos también en metal.
Un luthier inglés, William Bainbridge patentó alrededor de 1810 un instrumento de doble tubo, que permitía interpretar canciones con armónicos. También inventó uno triple, con digitación similar a la de una ocarina.
El número de llaves de los flageolets franceses llega hasta siete llaves, con excepción del tipo Buffet, que tenía trece.

## Sinonimia
- España: "Flajeolet", "Flajolé".
- En Francia: "Flageolet", "Flajol", "Flajolet", "Flajolez", "Flute douce" (mientras que Flauta Dulce, se conoce como "Flute-a-bec")
- En Inglaterra: "Flageolet", "Floyle".
- En Alemania: "Flageolett", "Pikkeflöte", "Pikkolo".
- En Italia: "Flauto piccolo", "Piccolo".

## Enlaces
- Video de doble flageolet

- Datos: Q1001877
- Multimedia: Flageolets / Q1001877